# Вудланд Хилс (Кентаки)
Вудланд Хилс (енгл. Woodland Hills) град је у америчкој савезној држави Кентаки.

## Демографија
По попису из 2010. године број становника је 696, што је 39 (5,9%) становника више него 2000. године.
| Група             | 2000.       | 2010.       |
| Белци             | 645 (98,2%) | 642 (92,2%) |
| Афроамериканци    | 4 (0,6%)    | 30 (4,3%)   |
| Азијати           | 0 (0,0%)    | 7 (1,0%)    |
| Хиспаноамериканци | 7 (1,1%)    | 8 (1,1%)    |
| Укупно            | 657         | 696         |